# Scutopalus makapalus
Scutopalus makapalus är en spindeldjursart som först beskrevs av Corpuz-Raros 1996.  Scutopalus makapalus ingår i släktet Scutopalus och familjen Cunaxidae. Inga underarter finns listade i Catalogue of Life.